# Àrees de Brodmann

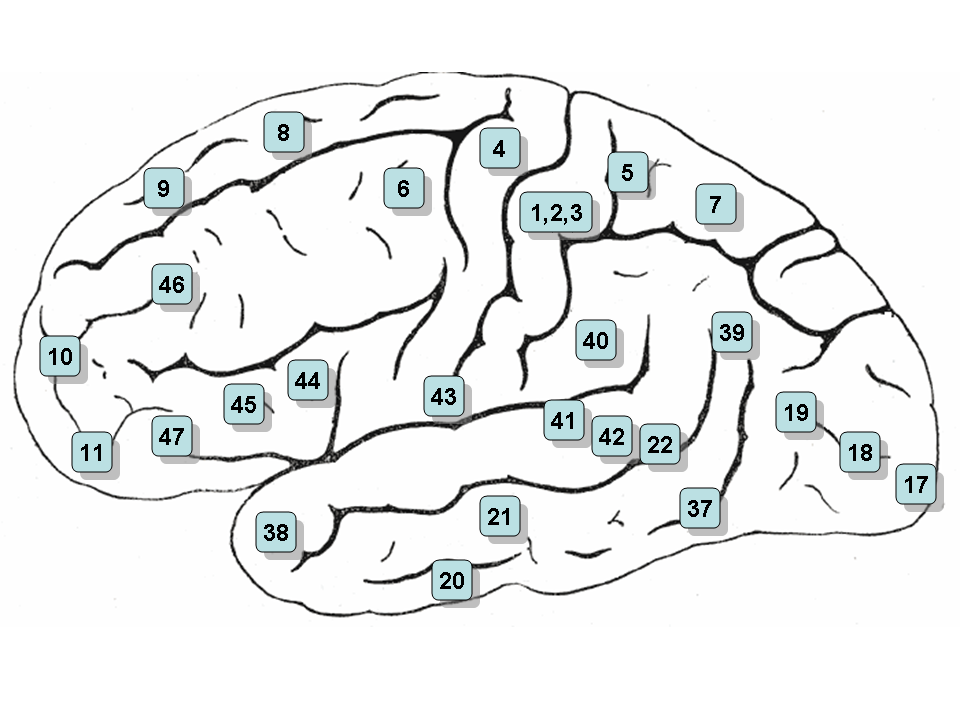
Superfície lateral d'un hemisferi cerebral amb les seves àrees de Brodmann anomenades.

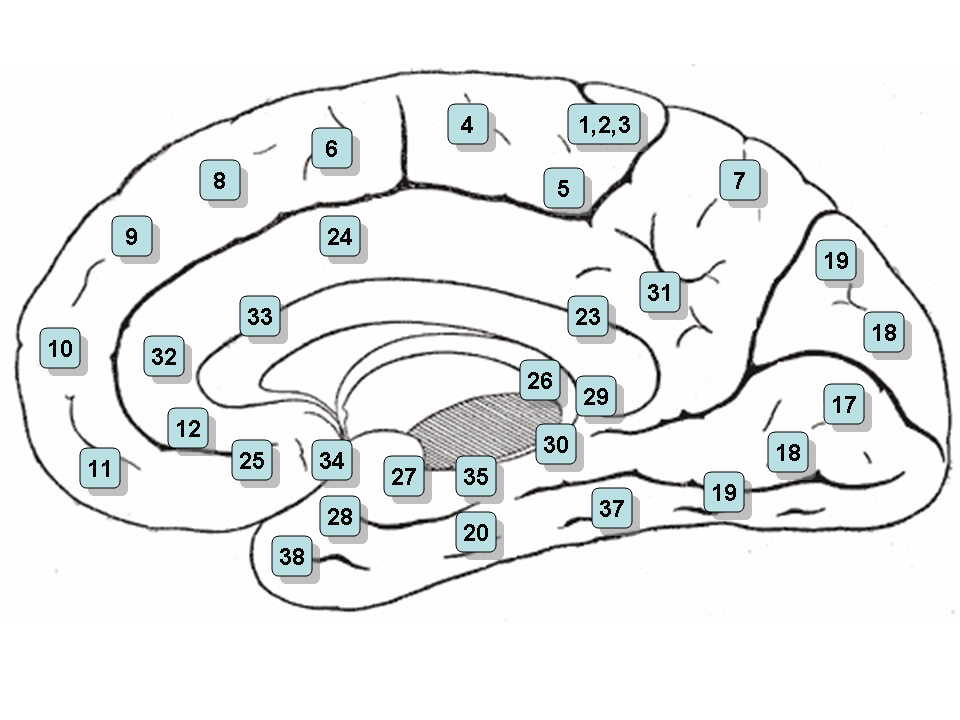
Superfície media o interna-superficial d'un hemisferi cerebral amb les seves àrees de Brodmann esmentades.

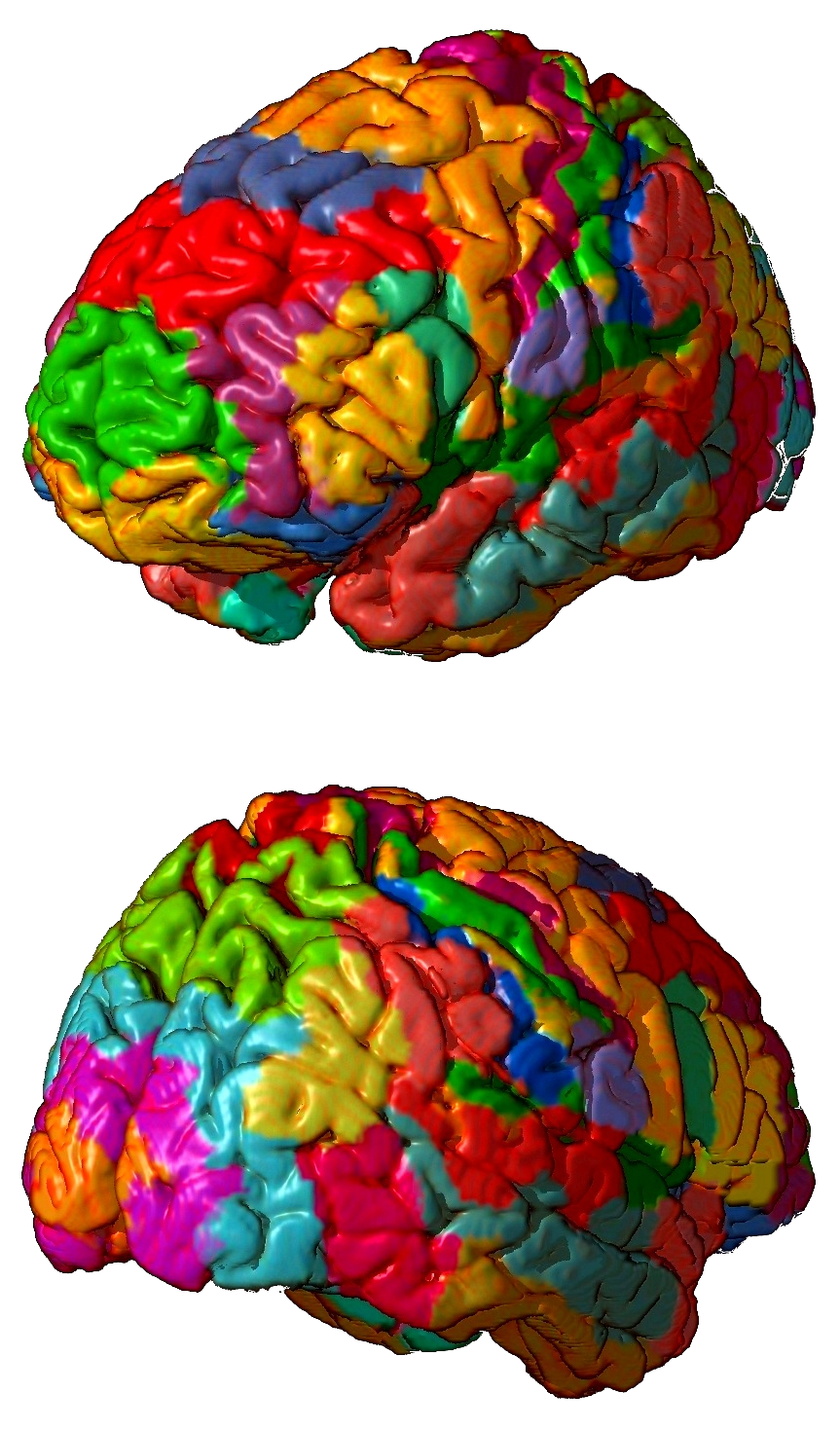
Àrees de Brodmann en 3D

Una àrea de Brodmann és una regió de la citoarquitectura del còrtex cerebral (o escorça cerebral), definida en moltes espècies diferents. La citoarquitectura del còrtex és l'organització del còrtex segons els teixits que tenen cèl·lules nervioses.
Les àrees de Brodmann van ser definides per Korbinian Brodmann i numerades de l'1 a la 52. Algunes d'aquestes àrees van ser subdividides, com per exemple la 23 entre 23a i 23b. Que hi hagi el mateix nombre d'àrees en diferents espècies no significa que siguin àrees estructuralment homòlogues.

## Àrees de Brodmann per aprimats(inclosos els humans)
| Àrees de Brodmann  | Nom del còrtex |
| ------------------ | --- |
| Àrees 3-1-2        | Còrtex somatosensorial primari (apareixen en aquesta disposició)                                                    |
| Àrea 4             | Còrtex motor |
| Àrees 5 i 7        | Còrtex somatosensorial associatiu                                                                                   |
| Àrea 6             | Còrtex premotor |
| Àrea 8             | Còrtex motor secundari (associables a moviments oculars)                                                            |
| Àrees 9-12         | Còrtex prefrontal                                                                                                   |
| Àrea 9             | Còrtex prefrontal dorsolateral                                                                                      |
| Àrea 10            | Àrea frontopolar |
| Àrea 11            | Àrea orbitofrontal (Circumval·lació orbitària i recta, a més de part de la porció rostral del gir frontal superior) |
| Àrea 12            | Àrea orbitofrontal (Entre circumvolució Frontal intern i solc calloso-marginal)                                     |
| Àrees 13, 14 (15?) | Circumvolucions insulars                                                                                            |
| Àrea 17            | Còrtex visual primari                                                                                               |
| Àrea 18            | Còrtex visual associatiu                                                                                            |
| Àrea 19            | Còrtex visual associatiu                                                                                            |
| Àrea 20            | Circumvolució temporal inferior                                                                                     |
| Àrea 21            | Circumvolució temporal media                                                                                        |
| Àrea 22            | Circumvolució temporal superior (Còrtex auditiu secundari, en relació amb àrea de Wernicke)                         |
| Àrea 23-26         | Sistema límbic |
| Àrea 23            | Àrea ventral posterior del cíngol                                                                                   |
| Àrea 24            | Àrea ventral anterior del cíngol                                                                                    |
| Àrea 25            | Àrea subacallosa = subgenual (controla els moviments per sota del genoll)                                           |
| Àrea 26            | Àrea ectoesplenial del cíngol                                                                                       |
| Àrees 27, 28 i 34  | Rinoencèfal |
| Àrea 27            | Còrtex piriforme (olfactiu primari)                                                                                 |
| Àrea 28            | Còrtex entorrinal (olfactiu associatiu)                                                                             |
| Àrea 29            | Àrea retroesplenial del cíngol                                                                                      |
| Área 30            | Área subesplenial del cíngol                                                                                        |
| Àrea 31            | Àrea dorsoposterior del cíngol                                                                                      |
| Àrea 32            | Àrea dorsoanterior del cíngol                                                                                       |
| Àrea 33            | Induseum griseum |
| Àrea 34            | Uncus (olfatiu primari)                                                                                             |
| Àrea 35            | Còrtex peririnal (en/sobre el gir parahipocàmpic)                                                                   |
| Àrea 36            | Còrtex parahipocampal (en/sobre el gir parahipocàmpic)                                                              |
| Àrea 37            | Circumvolució occípitotemporal lateral                                                                              |
| Àrea 38            | Pol temporal |
| Àrees 22 39 i 40   | Àrea associativa de Wernicke (relacionades amb el llenguatge)                                                       |
| Àrea 39            | Circumvolució angular                                                                                               |
| Àrea 40            | Circumvolució supramarginal                                                                                         |
| Àrea 41            | Còrtex auditiu primari                                                                                              |
| Àrees 42 i 22      | Còrtex auditiu associatiu                                                                                           |
| Àrea 43            | Còrtex gustatiu (en l'inici de la cissura de Roland)                                                                |
| Àrees 44 i 45      | Àrea de Broca (relacionades amb la parla)                                                                           |
| Àrea 44            | Circumvolució opercular                                                                                             |
| Àrea 45            | Circumvolució triangular                                                                                            |
| Àrea 46            | Còrtex prefrontal dorsolateral                                                                                      |
| Àrea 47            | Circumvolució frontal inferior                                                                                      |
| Àrea 48            | Àrea retrobiscular                                                                                                  |
| Àrea 49            | Parasubícul |
| Àrea 51            | Àrea prepiriforme                                                                                                   |
| Àrea 52            | Àrea Parainsular |